# Élections constituantes de 1946 dans l'Ardèche
Les élections constituantes françaises de 1946 se déroulent le 21 octobre.

## Mode de scrutin
Les députés sont élus selon le système de représentation proportionnelle suivant la règle de la plus forte moyenne dans le département, sans panachage ni vote préférentiel. 
Il y a 586 sièges à pourvoir.
Dans le département de l'Ardèche, quatre députés sont à élire.

## Élus
Les quatre députés élus sont : 
| Identité          | Parti |
| ----------------- | ----- |
| Paul Ribeyre      | PRL   |
| Bertrand Chautard | MRP   |
| Roger Roucaute    | PCF   |
| Édouard Froment   | SFIO  |

## Résultats

### Résultats à l'échelle du département
| Parti    | Parti    | Tête de liste     | Résultats | Résultats | Sièges | Sièges |
| Parti    | Parti    | Tête de liste     | Voix      | %         |        |        |
| -------- | -------- | ----------------- | --------- | --------- | ------ | ------ |
|          | PRL      | Paul Ribeyre      | 40 564    | 29,13     | 1      |        |
|          | PCF      | Roger Roucaute    | 39 078    | 28,06     | 1      |        |
|          | SFIO     | Édouard Froment   | 22 376    | 16,07     | 1      |        |
|          | MRP      | Bertrand Chautard | 28 314    | 20,33     | 1      |        |
|          | RGR      | Pierre Latune     | 7 238     | 5,24      | /      |        |
|          | Diss. 40 | Raymond Dury      | 1 698     | 1,22      | /      |        |
|          |          |                   |           |           |        |        |
| Inscrits | Inscrits | Inscrits          | 171 663   |           | 4      |        |
| Votants  | Votants  | Votants           | 140 957   | 82,11     |        |        |
| Exprimés | Exprimés | Exprimés          | 139 266   | 98,80     |        |        |